# إلسدورف
الزدورف (بالألمانية: Elsdorf) هي بلدة وبلدة ألمانية تقع في ألمانيا في Rhein-Erft-Kreis. يقدر عدد سكانها بـ 21,552 نسمة .

## المدن التوأمة
مدن بولي ليه مينيس وإيكس نوليتي هي مدن توأمة لـالزدورف.